# Tito Manlio Torcuato (cónsul 165 a. C.)
Tito Manlio Torcuato (en latín Titus Manlius A. F. T. N. Torquatus Atticus) fue un magistrado romano, hijo de Aulo Manlio Torcuato, y que fue cónsul en el año 165 a. C. junto con Gneo Octavio. 
Heredó la severidad de sus antepasados; como se refleja en el hecho que un hijo suyo, de nombre Décimo Junio Silano Manlio, adoptado por Décimo Junio Silano, electo pretor el año 142 a. C. obteniendo como provincia Macedonia, fue acusado de extorsión y robo a sus habitantes ante el Senado a su regreso a Roma (140 a. C.). El senado encargó la investigación a su propio padre biológico, y este condenó a su hijo al destierro. Silano Manlio se suicidó y Torcuato se negó a asistir a su funeral. 
Probablemente es el mismo Tito Manlio Torcuato que fue elegido pontífice en 170 a. C. y que fue enviado en una embajada a Egipto en el año 164 a. C. para hacer de mediador entre los dos hermanos Ptolomeos; Filometor y Evergetes. A su regreso Torcuato habló en el Senado a favor del hermano menor, Evergetes.